# 2005 en économie (activité humaine)
 (août 2008).
Si vous disposez d'ouvrages ou d'articles de référence ou si vous connaissez des sites web de qualité traitant du thème abordé ici, merci de compléter l'article en donnant les références utiles à sa vérifiabilité et en les liant à la section « Notes et références ».
| • Chronologie générale de l'économie • |

| • Chronologie générale de l'économie • |

| Années de l'économie : 2002 - 2003 - 2004 - 2005 - 2006 - 2007 - 2008    |
| Décennies de l'économie : 1970 - 1980 - 1990 - 2000 - 2010 - 2020 - 2030 |

Cet article présente les faits marquants de l'année 2005 en économie.

## Données

### Croissance du PIB
Le taux de croissance du PIB s'est établi à 1,8 % en France . La croissance connaît un deuxième trimestre 2005 médiocre, compensé par un rebond à partir de l'été 2005. Enfin, il est à noter que le principal moteur de la croissance, à savoir la consommation des ménages, a progressé de 2,0 % en 2005.

### Entreprises et bourse
Le résultat net cumulé des entreprises du CAC 40 s'élève à un niveau record pour l'époque de 86 milliards d'euros (au lieu de 57 milliards en 2004). Au cours de l'année 2005, le CAC 40 progressera de +23,40 %, ce qui marque sa meilleure progression depuis 1999. Il finit l'année à 4715.23 points. Le taux de marge des entreprises non financières est en recul (-0,1 % par rapport à 2004) et s'établit à 32,4 %, c'est le plus faible depuis 2002 .

### Chômage
La taux de chômage en France au cours de l'année 2005 s'élève en moyenne à 9,3 %. Il passe de 9,1 % au premier trimestre à 9,5 % au dernier trimestre.

### Inflation
L'année 2005 en France sera marquée par une évolution de l'indice des prix à la consommation la plus faible depuis 2002 à +1,8 % (+2,1 % en 2003 et 2004). L'évolution des prix va continuer à diminuer en 2006 puis en 2007.

### Commerce extérieur
La France enregistre en 2005 une forte dégradation de son déficit du commerce extérieur qui atteint 26,459 milliards d'euros, niveau record à l'époque qui représente un triplement par rapport à 2004 (8,284 milliards de déficits). Les raisons de cette dégradation sont multiples : 
- Une forte hausse des cours du pétrole qui alourdit la facture énergétique
- Une forte appréciation de l'euro par rapport au dollar américain qui défavorise les exportations européennes
- Le manque de dynamisme des exportateurs français (comparativement à leurs concurrents)
- La forte poussée des importations (+ 9 % en rythme annuel)

De fait, le maintien de la consommation des ménages au cours de l'année 2005 a favorisé les importations de produits de consommation. Le manque de dynamisme des exportateurs français se traduit par une hausse certes marquée des exportations (+ 4,5 % par rapport à 2004) mais plus faible que dans les autres pays exportateurs (en particulier l'Allemagne).

## Secteurs économiques en 2005

### Transport aérien
Continuant sur la lancée de 2004, le secteur aérien se relève progressivement de la crise post-11 septembre. Le nombre de voyageurs transportés franchit pour la première fois la barre des 2 millions et s'établit à 2,022 millions. Cela représente une croissance de 7,1 % par rapport à 2004. Le trafic international, comme en 2004, connaît une croissance plus dynamique (+8,8 %) que le trafic intérieur (+6,2 %). Le coefficient de remplissage continue d'augmenter et s'établit à 75 % contre 75 % en 2004.
Le fret aérien, après une forte croissance en 2004, voit sa croissance ralentir (+2,7 % de tonnes de fret transportés).
Malgré la forte hausse des prix du carburant, les compagnies aériennes ont maintenu leur rentabilité : le secteur dans son ensemble a dégagé des bénéfices représentant 1 % des recettes d'exploitation (contre 0,9 % en 2004). Cela représente un résultat d'exploitation de 4,3 milliards de dollars US pour l'ensemble du secteur. C'est le meilleur résultat depuis 2000. 
La hausse des recettes compensant la hausse des coûts unitaires dopés pas la hausse des cours du pétrole (qui bondissent en moyenne de 49 % au cours de 2005). Les transporteurs américains demeurent lourdement déficitaires même si leurs déficits d'exploitation sont largement réduits (270 millions de dollars US contre 1 870 en 2004).

## Mois par mois

### Janvier
- 1er janvier : Relèvement des taux de la  CSG sur les revenus du patrimoine et les placements (+ 0,7 point, à 8,2 %), sur les jeux (+ 2 points, à 9,5 %) et sur les pensions de retraite (+ 0,4 point, à 6,6 %)[10].
- 3 janvier : Essilor remplace Sodexho dans l'indice CAC 40
- 28 janvier : Le groupe américain Procter & Gamble (CA 51,4 Mds $, 110 000 salariés) annonce le rachat amical du groupe américain Gillette (CA 9,25 Mds $, 29 400 salariés), no 1 des rasoirs, pour 57 milliards de dollars, ce qui lui permet de devenir le no 1 mondial des produits de toilettes pour les hommes (CA 60 milliards $), devant le hollandais Unilever. Cette fusion devrait se traduire par la suppression de 6 000 emplois, soit 4 % des effectifs totaux.

### Février
- 16 février : entrée en vigueur du protocole de Kyoto.

### Juillet
- 1er juillet : Le SMIC est augmenté de +5,52 %. Il passe ainsi à 8,03 € de l'heure.

- 19 juillet [11] : L'action Danone bondit de 10 % à la suite de la rumeur d'une OPA opérée par PepsiCo L'information, révélée par le magazine Challenges, affirme que Pepsico a pris 3 % du capital de Danone. Très vite, la classe politique se dit « préoccupée » et la rumeur enfle[12]. Hommes politiques de droite et de gauche, syndicats s'élèvent pour défendre le groupe Danone, évoquant « un fleuron industriel »[13]. Pepsi nie avoir une telle intention, mais l'affaire fait grand bruit et le gouvernement français annonce qu'il fera son possible pour protéger Danone[14].

### Août
- 25 août : l'ouragan Katrina dévaste le Sud-Est des États-Unis. Son coût est généralement estimé à plus de 100 milliards de dollars, ce qui en ferait la catastrophe naturelle la plus chère de l'histoire américaine, loin devant l'ouragan Andrew de 1992. Pour plus de détails, voir Impact économique de l'ouragan Katrina.

### Septembre
- 1er septembre : Gaz de France remplace Casino dans l'indice CAC 40  à la suite de sa mise en bourse à partir du 8 juillet [15].

### Octobre
- 5 octobre : le "prix Nobel d'économie" 2005 attribué à l'Israélien Robert J. Aumann et à l'Américain Thomas C. Schelling.

### Décembre
- 19 décembre : EDF remplace TF1 dans l'indice CAC 40.